# Gilo
Gilo is een geslacht van wantsen uit de familie van de Miridae (Blindwantsen). Het geslacht werd voor het eerst wetenschappelijk beschreven door Linnavuori in 1994.

## Soorten
Het genus bevat de volgende soorten:

- Gilo congolensis (Carvalho, 1951)
- Gilo tibialis (Linnavuori, 1975)